# Айнщайн (кратер)
Вижте пояснителната страница за други значения на Айнщайн.
Айнщайн е голям кратер разположен в западната част близката страна на Луната. Диаметърът на кратера е 180 км.
Кратерът е наименован на великия немски физик Алберт Айнщайн.